# Мілфорд (Нью-Гемпшир)
Мілфорд (англ. Milford) — місто (англ. town) в США, в окрузі Гіллсборо штату Нью-Гемпшир. Населення — 16 131 особа (2020).

## Демографія
Згідно з переписом 2010 року, у місті мешкало 15 115 осіб у 5929 домогосподарствах у складі 4004 родин. Було 6295 помешкань
Расовий склад населення:
| - 94,8 % — білих - 1,3 % — чорних або афроамериканців - 1,3 % — азіатів - 0,2 % — корінних американців |

До двох чи більше рас належало 1,7 %. Частка іспаномовних становила 2,2 % від усіх жителів.
За віковим діапазоном населення розподілялося таким чином: 25,0 % — особи молодші 18 років, 63,1 % — особи у віці 18—64 років, 11,9 % — особи у віці 65 років та старші. Медіана віку мешканця становила 39,0 року. На 100 осіб жіночої статі у місті припадало 95,8 чоловіків;  на 100 жінок у віці від 18 років та старших — 93,3 чоловіків також старших 18 років.
Середній дохід на одне домашнє господарство  становив 87 077 доларів США (медіана — 73 601), а середній дохід на одну сім'ю — 101 143 долари (медіана — 92 534). Медіана доходів становила 61 836 доларів для чоловіків та 42 990 доларів для жінок. За межею бідності перебувало 3,8 % осіб, у тому числі 2,1 % дітей у віці до 18 років та 3,9 % осіб у віці 65 років та старших.
Цивільне працевлаштоване населення становило 8230 осіб. Основні галузі зайнятості: освіта, охорона здоров'я та соціальна допомога — 21,5 %, виробництво — 15,7 %, роздрібна торгівля — 12,6 %, науковці, спеціалісти, менеджери — 12,3 %.